# Przełowienie

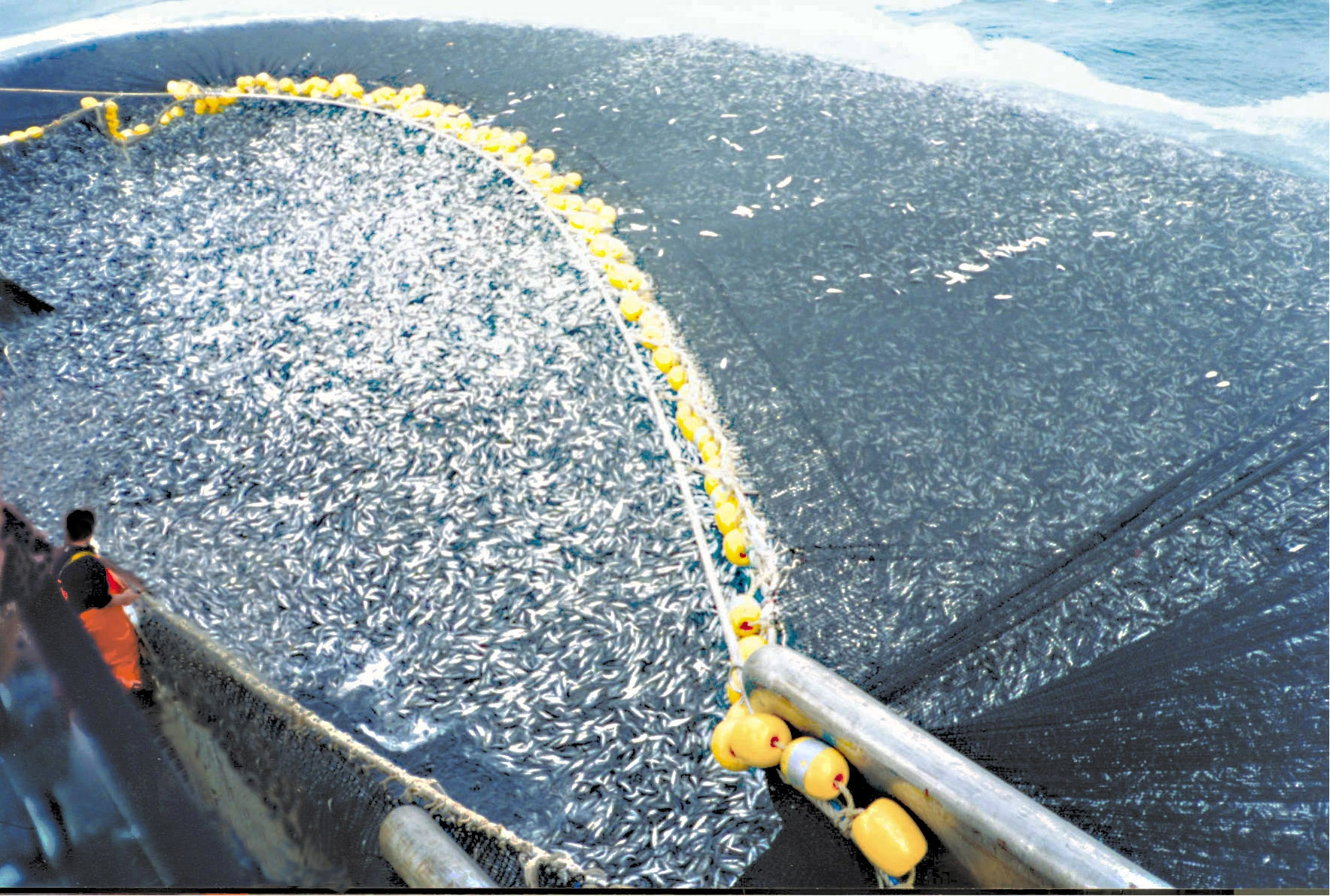
Około 400 ton ostroboka peruwiańskiego złowionych przez statek łowiący niewodem

Przełowienie – nadmierna, niekontrolowana eksploatacja łowisk sprowadzająca populacje poławianych gatunków poniżej poziomu bezpiecznego dla ich odtworzenia. Przełowienie jest przykładem zjawiska znanego jako tragedia wspólnego pastwiska.